# Ring 1 (Helsingør)
 For alternative betydninger, se Ring 1. (Se også artikler, som begynder med Ring 1)
Ring 1 ofte benævnt  O1 er en ca. 2,3 km lang ringvej, der går uden Helsingør C. Ringvejen skal være med til at få den tunge trafik uden om Helsingør midtby, Vejen består af  Kongevejen, Trækbanen, Møllebakken, IL Tvedesvej, Allegade, Havnegade, Jernbanegade og Kongevejen igen. Den skal være med til at fordele trafikken ud til de store indfaldsveje, som Kongevejen E47, Ring 2, Ring 3, som går mod Hillerød, og København, samt mod  færgen til Helsingborg.
Vejen starter i Kongevejen og føres mod nord. Vejen føres derfra videre som Trækbanen, og passere sekundærrute 205 Møllebakken samt IL Tvedesvej og (sekundærrute 237) Allegade,den forsætter derefter videre som Havnegade og Jernbanegade, og ender til sidst i Kongevejen..  